# هرمان فليك
هرمان فليك (بالألمانية: Hermann Flick)‏ هو لاعب كرة قدم ألماني، ولد في 22 نوفمبر 1905 في كيهل في ألمانيا، وتوفي في 19 يناير 1944. شارك مع منتخب ألمانيا لكرة القدم. أما مع النوادي، فقد لعب مع آينتراخت دويسبورغ.

## وصلات خارجية
- هرمان فليك على موقع قاعدة بيانات كرة القدم.إي يو (الإنجليزية)
- هرمان فليك على موقع بيانات كرة القدم. دي إي (الألمانية)
- هرمان فليك على موقع ناشيونال فوتبول تيمز (الإنجليزية)
- هرمان فليك على موقع عالم كرة القدم.نت (الإنجليزية)